# High Dynamic Range Video
High Dynamic Range Video (HDR Video) wird in Hochkontrastbildern aufgenommen und bietet einen größeren Dynamik- und Farbumfang als Standard-Dynamic-Range-Video (SDR).
Herkömmliches SDR nutzt eine Farbtiefe von 8 Bit, was einem Dynamikumfang von etwa 6 Blendenstufen entspricht (64:1). HDR-Video nutzt eine Farbtiefe von 10 Bit und erreicht damit einen Dynamikumfang von bis zu 17,6 Blendenstufen (200.000:1, auf einem entsprechenden Ausgabegerät mit 2.000 cd/m²).
Dynamic-HDR kodiert sehr helle und sehr dunkle Szenen anders, wozu Dolby Vision einen Master in 12 Bit erwartet. Es gibt allerdings keine TV-Panele mit 12 Bit Farbtiefe, stattdessen bringt die Technik einen Vorteil bei sehr hellen Displays (bis zu 10.000 cd/m²).

## Geschichte
Im Jahr 1990 wurden durch Kombination zweier Kameras mit unterschiedlichen Belichtungseinstellungen die ersten Echtzeit-HDR-Videoaufnahmen erstellt.
Auf der CES Anfang 2015 wurden von verschiedenen Herstellern erstmals Displays mit HDR-Unterstützung präsentiert. Seither bieten unter anderem Amazon Video (HDR10 und Dolby Vision), Apple TV (HDR10 und Dolby Vision), Disney+ (HDR10 und Dolby Vision) und Netflix (HDR10 und Dolby Vision) ausgewählte Inhalte als HDR-Video an. YouTube folgte im November 2016. Ab 2022 unterstützten 99 % aller verkauften Fernseher ein oder mehrere der HDR-Formate, 83 % davon mit Dynamic-HDR (frame-by-frame). Während 2022 das lineare Fernsehen kein HDR unterstützte, war der Verkauf der Smart-TV auf 96 % gestiegen, die Inhalte mit HDR von den Streaming-Anbietern und aus den Mediatheken verfügbar machen. Das ZDF hat sich nach Pilotversuchen 2019 für das Format HLG entschieden, mit dem seitdem einige Serien und Reportagen in der Mediathek erscheinen.

## Technologie
Derzeit (Stand 2020) konkurrieren zwei unterschiedliche Verfahren zur Übertragung von HDR-Videoinhalten gegeneinander, die beide auf dem 2015 eingeführten Format Ultra HD Blu-ray zertifiziert wurden. Zur Wiedergabe von HDR10 müssen Ultra-HD-Fernseher die Schnittstelle HDMI 2.0a oder DisplayPort 1.4 besitzen. Bei Dolby Vision reicht HDMI 1.4b.
Die Society of Motion Picture and Television Engineers (SMPTE) hat alle Technologien für das dynamische HDR im Dokument ST 2094-1 Core: Dynamic Metadata for Color Volume Transform — Core Components zusammengeführt. Diese sind unter anderem Dolby Vision ST 2094-10, SL-HDR1 Philips ST 2094-20, Advanced HDR Technicolor ST 2094-30 und HDR10+ Samsung ST 2094-40. 
Dynamisches HDR bedeutet, dass die Metadaten dynamisch verwendet werden, um Bildinformationen wie zum Beispiel die Helligkeit für bestimmte Filmszenen oder sogar Bild für Bild festzulegen. Sehr dunkle und sehr helle Szenen können dann über eine andere Kodiertabelle in den 10 Bit feinere Farbstufen kodieren. Die Technik bringt insbesondere einen Vorteil bei sehr hellen Displays, wobei mindestens 1000 nits empfohlen werden (bis zu 10.000 cd/m² sind möglich). Dies findet man bei Werbetafeln, insbesondere wird bei OLED mit zusätzlichen Weiß-Pixeln gearbeitet (siehe W-OLED).

### HDR10
Beim HDR10 Media Profile, kurz HDR10, handelt es sich um eine Erweiterung der Videopegel-Dynamik bei 10 Bit Farbtiefe im Farbraum Rec. 2020. Die Interpretation der Bildinformationen wird wie bei bisherigen 8-Bit-Bildinformationen vom Ausgabegerät übernommen. Je nach Displayeinstellung und -möglichkeit kann das angezeigte Ergebnis mitunter stark von anderen Ausgabegeräten abweichen. SMPTE ST-2084 Perceptual Quantizer (PQ) sendet die Farbkalibrierung des verwendeten Masterdisplays als statische Metadaten SMPTE ST-2086 an das Ausgabegerät. Es ist ein offener Standard, der von einer Vielzahl von Herstellern unterstützt wird.
Seit 2020 ist es möglich, mit dem Dolby Vision Profile 8.1 die Dolby Vision HDR Daten zusätzlich zu einem HDR10 in den HEVC Bitstrom zu kodieren.

### HLG
Hybrid Log Gamma (HLG) ist ein HDR-Format, das aus dem gemeinsamen Forschungsprojekt zwischen der BBC und dem japanischen Sender NHK entwickelt wurde. HLG ist eine HDR-Lösung, die im Broadcast-Bereich Einsatz findet. Es kombiniert Videos mit Standarddynamikumfang und hohem Dynamikumfang in einem Feed, den HLG-kompatible Fernseher dekodieren und anzeigen können, während nichtkompatible Geräte ein Standard-Dynamik-Bild (SDR) zeigen.
HLG wurde 2019 zum Sistema Brasileiro de Televisão Digital (SBTVD) hinzugefügt.
Seit 2020 ist es möglich, mit dem Dolby Vision Profile 8.4 die Dolby Vision HDR Daten in den HLG Bitstrom zu kodieren. Diese Technik wurde im selben Jahr mit dem iPhone 12 erstmals auf Geräten herausgebracht. Dies ermöglicht es, mit einem Bitstrom gleichzeitig SDR (rückwärtskompatibel ohne HDR), HDR (nach HLG lizenzfrei kodiert) und Dolby Vision HDR (für Dynamic-HDR Daten) zu übertragen.

### HDR10+
HDR10+, auch bekannt unter der Bezeichnung HDR10 Plus, wurde im April 2017 vom südkoreanischen Unterhaltungselektronikkonzern Samsung und dem US-amerikanischen Abrufvideo-Dienstleister Amazon Video angekündigt. Bei HDR10+ handelt es sich um eine dynamische HDR-Technologie, die auf der von Dolby erfundenen PQ-Kurve ST-2084 basiert und bei der SMPTE unter der Bezeichnung ST 2094-40 festgelegt wurde. HDR10+ ist ein offener Standard, der lizenzfrei ist und auch in Verbindung mit dem Standard High Efficiency Video Coding (HEVC) eingesetzt werden kann. Die erste Veröffentlichung in diesem Format war Anfang 2019 der Film Bad Times at the El Royale.
Im September 2017 wurde bekanntgegeben, dass die US-amerikanische Filmproduktionsgesellschaft 20th Century Fox und der japanische Elektronikkonzern Panasonic Corporation HDR10+ unterstützen wollen. Anfang Januar 2018 wurde die Mitwirkung der US-amerikanischen Filmgesellschaft Warner Bros. Entertainment bei der Allianz angekündigt. Nach der Übernahme von MGM durch Amazon 2022 begann man jedoch auch Titel in Dolby Vision HDR zu integrieren, auf das sich MGM 2016 festgelegt hatte.

### Dolby Vision

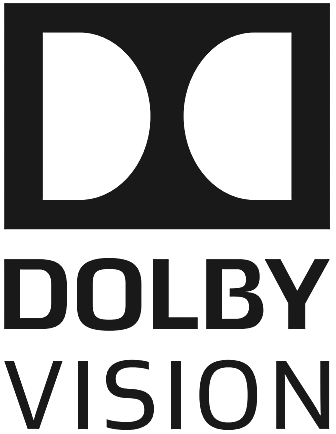
Dolby-Vision-Logo

Dolby Vision unterstützt das von ihnen entwickelte und standardisierte Verfahren SMPTE ST-2084 Perceptual Quantizer (PQ) und bis zu 12 Bit Farbinformationen. Praktisch können damit Helligkeitsinformationen mit Leuchtdichten von 10.000 cd/m² dargestellt werden. Heutzutage übliche Masterdisplays erreichen maximal meist nur 4.000 cd/m². Ein größerer Gamut-Bereich wird mittels ITU-R Rec. 2020 ermöglicht. Es unterstützt ebenfalls SMPTE ST 2086 und SMPTE ST 2094-10. Letzteres ist in der Lage, dynamische Metadaten an das Ausgabegerät zu übertragen. Diese können beispielsweise Farbkalibrierungen abhängig von der Szene enthalten, was eine originaltreuere Wiedergabe zur Folge hat. Diese dynamischen Metadaten werden in einem Enhancement Layer zusammengefasst, bei dem zwei Typen unterschieden werden: MEL (M steht für Minimal) und FEL (F steht für Full). Diese zwei Typen unterscheiden sich in der Menge an Bildinformationen und der daraus resultierenden Größe.
Die maximale Auflösung bei Dolby Vision beträgt 7680 × 4320 Pixel (8K), die maximale Bildwiederholfrequenz 120 fps. Im Broadcast-Bereich kommt Dolby Vision zusammen mit HLG zum Einsatz. Die Dolby-Vision-Metadaten SMPTE ST 2094-10 werden in einem HLG-Signal mitgeliefert und sind zudem abwärtskompatibel zum Standard HDR der HLG-Spezifikation.
Technisch wird bei Dolby Vision jede Fernsehmodellserie vor der Massenproduktion anhand eines Vorserienmodelles von Facharbeitern von Dolby genau eingemessen und alle relevanten Daten werden in einem Chip auf dem Fernsehgerät gespeichert. Diese Daten werden für die Berechnungen des optimalen Bildes gebraucht, die mit patentierten Algorithmen berechnet werden. Dolby-Vision-Geräte bis zum Modelljahr 2019 erhalten Unterstützung bis Algorithmus-Version 2.9 und ab Modelljahr 2020 ein Update auf Algorithmus-Version 4.0 (außer LG-Fernseher aus dem Modelljahr 2019). Die Algorithmus-Version 4.0 bringt Verbesserungen bei der Feinabstimmung des Bildes mit, sodass es für den Coloristen noch mehr Möglichkeiten gibt, das Bild an die Wünsche des Regisseurs anzupassen.
Das Profil 20 ist das einzige Dolby Vision Profil, das im MV-HEVC Codec die Bereitstellung von stereoskopischem 3D-Video ermöglicht.
Im Gegensatz zu HDR10+ ist Dolby Vision für die Gerätehersteller nicht lizenzfrei.